# What About Today?
What About Today? — альбом Барбры Стрейзанд, выпущенный на лейбле Columbia Records в июле 1969 года. Альбом стал её первой попыткой записи современной поп-музыки, которая, однако, обернулась неудачей. Альбом достиг лишь 31-го места в чарте Billboard 200. What About Today? — один из трёх студийных альбомов Стрейзанд (наряду с Barbra Streisand…And Other Musical Instruments 1973 года и What Matters Most 2011 года), не удостоенных сертификации RIAA в США.

## Об альбоме
What About Today? Стрейзанд посвятила «молодым людям, которые борются с безразличием, посредственностью, требуют лучшее будущее, которые сейчас пишут и поют песни собственного написания». В попытке получить необходимый набор современных и актуальных песен, она записывала материал для альбома в марте 1968 года, в феврале и мае 1969 года.
Заглавная песня альбома и «The Morning After» были написаны композиторами Ричардом Молтби и Дэвидом Широм, преимущественно работавшими в области мюзикла. Стрейзанд и раньше записывала некоторые их песни — в том числе, «Autumn», «No More Songs For Me» и «Starting Here, Starting Now».
«Ask Yourself Why» написал Мишель Легран (лирикой занималась чета Бергман) для итальянско-французского фильма 1969 года «Бассейн», снятого Жаком Дере. Оригинальную версию песни исполняла Салли Стивенс.
Стрейзанд записала также кавер-версии трёх песен The Beatles, написанных Джоном Ленноном и Полом Маккартни — «Honey Pie», «With a Little Help from My Friends» и «Good Night».
«Punky’s Dilemma» была написана Полом Саймоном для культового фильма Майка Николса «Выпускник», но не была использована. Песня вышла в альбоме его группы Simon & Garfunkel Bookends 1968 года.
«That’s a Fine Kind O’ Freedom» — с лирикой Мартина Чарнина — была написана любимым композитором Стрейзанд, Гарольдом Арленом. Стрейзанд исполняла песню вживую в 1965 году на благотворительном вечере на Бродвее «Broadway Answers Selma», посвящённом селмской кампании по борьбе за гражданские права чернокожих в США. Сам Арлен записал свою версию песни для альбома 1966 года Harold Sings Arlen (With Friend) (в альбом вошли также два дуэта со Стрейзанд — «Ding-Dong! The Witch Is Dead» и «House of Flowers»).
«Until It’s Time for You to Go» — кавер-версия песни канадской фолк-исполнительницы Баффи Сент-Мари, вышедшей в альбоме 1965 года Many a Mile. «Little Tin Soldier» была написана специально для Стрейзанд автором-исполнителем и композитором Джимми Уэббом. «Alfie» — кавер-версия заглавной песни фильма «Элфи» режиссёра Льюиса Гилберта.
Песня «One Day» была основана на музыке Мишеля Леграна для французского фильма 1965 года «The Plastic Dome of Norma Jean». Услышав только инструментальную версию композиции, Стрейзанд попросила Мэрилин и Алана Бергман написать лирику к этой музыке. Стрейзанд записала три версии «One Day» в студии — в марте 1968 года, феврале и мае 1969. Питер Матц и Мишель Легран пытались аранжировать эту песню. Финальная версия песни была записана в мае 1969 года и аранжирована Дэвидом Широм. Однако, она не вошла в окончательный трек-лист альбома What About Today? и не появилась ни в одном другом альбоме Стрейзанд. В 1990 году песня была использована в специальном телевизионном шоу «The Earth Day Special». Продюсером телевизионной версии выступил Джек Голд, а сведением звука занимался Джон Ариас. Так как Джек Голд являлся продюсером всех песен альбома What About Today? доподлинно неизвестно, чья аранжировка была использована в этой версии, и был ли вокал записан в 1969 или 1990 году. Немного изменённая версия песни вошла в бокс-сет The Lyrics of Alan & Marilyn Bergman 1996 года.
Две другие песни, записанные для альбома в 1969 году — «Lost in Wonderland» и «Tomorrow I Will Bring You a Rose». «Wonderland» — англоязычная версия композиции Антониу Карлоса Жобима «Antigua». Другой песней, которую Жобим предлагал Стрейзанд была «Chovendo na Roseira». Её композитор не известен, но по слухам им выступил Клаус Огерман, который много записывался с Жобимом в 1960-х годах. Стрейзанд работала с Огерманом над альбомом Classical Barbra 1976 года. «Tomorrow I Will Bring You a Rose» остаётся неизданной по сей день, а «Lost in Wonderland» была выпущена в 2012 году в альбоме Release Me.
Альбом был ремастерирован и переиздан на компакт-диске в октябре 1993 года как часть эксклюзивных переизданий 11 Essential Barbra Streisand Releases на Columbia Records.
Для оформления альбома были использованы фотографии, сделанные Ричардом Аведоном для мартовского выпуска журнала Vogue в 1968 году.

## Коммерческий успех
What About Today? дебютировал в альбомном чарте США Billboard 200 со 115-го места 6 сентября 1969 года. На 5 неделе пребывания в чарте он достиг своей пик-позиции — № 31. Альбом стал первым в карьере Стрейзанд, не только не попавшим в топ-20 чарта, но и одним из всего лишь трёх её релизов, не удостоенных какой-либо сертификации от RIAA. В чарте пластинка провела в общей сложности 17 недель.

## Синглы
В период работы над альбомом и после его выхода Стрейзанд выпустила несколько песен для его раскрутки. В начале 1968 года вышло два сингла. В феврале — «Our Corner of the Night» / «He Could Show Me». Песни стали своеобразным экспериментом Columbia Records, попыткой создавать музыку в стиле имевших в то время успех The Beatles и артистов лейбла Motown Records. Для этого был нанят Джимми Уиснер, написавший множество хитов 1960-х. Танцевальная «Our Corner of the Night» была написана Джорджем Герингом и Стэнли Уэйном Родсом. «He Could Show Me» — баллада с офф-бродвейского мюзикла 1967 года «Now Is the Time for All Good Men», написанная Гретхен Крайер и Нэнси Форд. Оригинальное демо этой песни записала сестра Стрейзанд, Рослин Кайнд. Второй сингл — «The Morning After», на обратной стороне которого была «Where Is the Wonder» из её альбома My Name Is Barbra, вышел в апреле 1968 года. «The Morning After», «Our Corner of the Night», «He Could Show Me», а также выпущенная позже «Frank Mills» предназначались для иного проекта, позже переросшего в альбом What About Today?. Однако, только первая попала в финальный трек-лист альбома. Остальные три никогда не выходили ни в одном альбоме Стрейзанд.
Песня «Frank Mills» вместе с «Punky’s Dilemma» вышла как сингл в феврале 1969 года. Это композиция из известного бродвейского мюзикла «Волосы». В июле 1969 года вышел сингл «Little Tin Soldier» / «Honey Pie», а в октябре — «What Are You Doing the Rest of Your Life?» / «What About Today?». «What Are You Doing the Rest of Your Life?» — кавер-версия заглавной песни фильма «Счастливый конец», песня позже вошла в альбом Стрейзанд The Way We Were. Ни один из выпущенных в 1968 и 1969 году синглов не имел коммерческого успеха.

## Список композиций
| №  | Название                        | Автор(ы)                                     | Длительность |
| -- | ------------------------------- | -------------------------------------------- | ------------ |
| 1. | «What About Today?»             | Ричард Молтби мл., Дэвид Шир                 | 2:55         |
| 2. | «Ask Yourself Why»              | Алан Бергман, Мэрилин Бергман, Мишель Легран | 2:57         |
| 3. | «Honey Pie»                     | Джон Леннон, Пол Маккартни                   | 2:37         |
| 4. | «Punky’s Dilemma»               | Пол Саймон                                   | 3:28         |
| 5. | «Until It’s Time for You to Go» | Баффи Сент-Мари                              | 2:53         |
| 6. | «That’s a Fine Kind O’ Freedom» | Гарольд Арлен, Мартин Чарнин                 | 3:00         |

| №  | Название                             | Автор(ы)                | Длительность |
| -- | ------------------------------------ | ----------------------- | ------------ |
| 1. | «Little Tin Soldier»                 | Джимми Уэбб             | 3:51         |
| 2. | «With a Little Help from My Friends» | Леннон, Маккартни       | 2:38         |
| 3. | «Alfie»                              | Берт Бакарак, Хэл Дэвид | 3:18         |
| 4. | «The Morning After»                  | Молтби, Шир             | 2:38         |
| 5. | «Goodnight»                          | Леннон, Маккартни       | 3:45         |

## Над альбомом работали
- Барбра Стрейзанд — вокал
- Уолтер Голд[англ.] — продюсер
- Мишель Легран — аранжировщик, дирижёр
- Питер Матц[англ.] — аранжировщик, дирижёр
- Дон Коста — аранжировщик, дирижёр
- Дон Миен — звукорежиссёр
- Ричард Аведон — фото

## Чарты
| Чарт (1969)           | Место |
| --------------------- | ----- |
| Канада (RPM LP Chart) | 26    |
| США (Billboard 200)   | 31    |

## История релиза
| Страна                    | Дата            | Формат   | Каталог             |
| ------------------------- | --------------- | -------- | ------------------- |
| США                       | июль 1969       | винил    | Columbia CS-9816    |
| США                       | июль 1969       | кассета  | Columbia 16 10 0658 |
| США                       | июль 1969       | Stereo 8 | Columbia 18 10 0658 |
| Международное переиздание | 19 октября 1993 | CD       | Columbia CK-47014   |